# Alberta Views
Pour les articles homonymes, voir Alberta (homonymie).
Alberta Views est un journal mensuel canadien, publié à Calgary, dans la province de l'Alberta, créé en janvier 1998.
Initialement publié sous forme de trimestriel, le magazine  adopté, en 2006, une périodicité mensuelle, et publie dix numéros chaque année.
Il se consacre à l'actualité politique, sociale et culturelle de la province de l'Alberta.